# Molophilus perflaveolus
Molophilus perflaveolus är en tvåvingeart som beskrevs av Alexander 1918. Molophilus perflaveolus ingår i släktet Molophilus och familjen småharkrankar. Inga underarter finns listade i Catalogue of Life.